# 纳亨
纳亨（Nahan），是印度喜马偕尔邦锡尔毛尔县的一个城镇。总人口25972（2001年）。

## 人口
该地2001年总人口25972人，其中男性13918人，女性12054人；0—6岁人口2983人，其中男1531人，女1452人；识字率80.14%，其中男性为83.21%，女性为76.59%。